# 睢州之变
睢州之变，1645年南明河南总兵许定国杀死兴平伯高杰投降清朝的事件。
弘光元年（顺治二年，1645年）初，南明的督师大学士史可法派高杰率军北上，想要联合清军扑灭李自成的大顺军。高杰出师时，曾给驻守黄河北岸的清朝肃亲王豪格写信，表达“会师剿闯”。豪格在回信中对高杰招降，不对“合兵剿闯”给予理会。
弘光元年（1645年）正月初十日，高杰同河南巡抚越其杰、巡按陈潜夫带领军队来到睢州。镇守睢州的明朝河南总兵许定国已经秘密同清朝勾结，派儿子许尔安、许尔吉送往黄河北岸清军营中充当人质。许定国出城拜见高杰。高杰知道了许定国把儿子送入清营，为防止他把睢州献给清朝，想胁迫许定国率部随军西征。正月十二日，许定国在睢州为高杰、越其杰、陈潜夫接风洗尘，大摆筵席。高杰带了三百名亲兵进城赴宴，越其杰、陈潜夫陪同。许定国埋伏军队，用妓女劝酒，把高杰等人灌醉。半夜，伏兵把高杰和随行兵卒全部杀害，越其杰、陈潜夫逃出睢州。第二天，高杰所部众得知主将遇害，立即攻入睢州，屠杀军民报复，许定国率部过河投降清朝。
史可法亲自赶往高军营中，立高杰子为兴平世子，外甥李本深为提督，胡茂祯为阁标大厅，李成栋为徐州总兵。高杰妻邢氏提出让儿子拜史可法为义父。史可法看不起高杰“流贼”出身，命高杰子拜提督江北兵马粮饷太监高起潜为义父。二月，史可法从徐州回到白洋口（今江苏省宿迁境洋河）。史可法在和清朝关系破裂后，没有趁高杰所部怨恨许定国降清、清朝与大顺作战之机，作出针对清方的战略部署，稳定河南局势，而是退守扬州。在清军平定北方之后，迅速南下，灭亡了南明弘光政权。